# Парола
 Тази статия е за начина за идентификация.  За града във Финландия вижте Парола (град).  
Парола (от италиански: parola или от френски: parole – дума) е условна дума, израз или набор от знаци, предназначени за потвърждаване на дадена личност или на нейни пълномощия. Паролите често се използват за защита на информацията от несанкциониран достъп. В повечето изчислителни системи комбинацията „име на потребителя – парола“ се използва за удостоверяване на потребителя.